# Норт-Мертел-Біч (Південна Кароліна)
Норт-Мертел-Біч (англ. North Myrtle Beach) — місто (англ. city) в США, в окрузі Горрі штату Південна Кароліна. Населення — 18 790 осіб (2020).

## Географія
Норт-Мертел-Біч розташований за координатами 33°48′11″ пн. ш. 78°45′5″ зх. д. / 33.80306° пн. ш. 78.75139° зх. д. (33.802921, -78.751262).  За даними Бюро перепису населення США в 2010 році місто мало площу 45,82 км², з яких 44,27 км² — суходіл та 1,55 км² — водойми. В 2017 році площа становила 57,19 км², з яких 55,39 км² — суходіл та 1,79 км² — водойми.

## Демографія
Згідно з переписом 2010 року, у місті мешкали 13 752 особи в 6739 домогосподарствах у складі 3940 родин. Густота населення становила 300 осіб/км².  Було 27584 помешкання (602/км²).
Расовий склад населення:
| - 90,4 % — білих - 3,3 % — чорних або афроамериканців - 0,9 % — азіатів - 0,5 % — корінних американців - 0,1 % — вихідців з тихоокеанських островів - 3,3 % — осіб інших рас |

До двох чи більше рас належало 1,4 %. Частка іспаномовних становила 6,3 % від усіх жителів.
За віковим діапазоном населення розподілялося таким чином: 11,8 % — особи молодші 18 років, 61,0 % — особи у віці 18—64 років, 27,2 % — особи у віці 65 років та старші. Медіана віку мешканця становила 54,7 року. На 100 осіб жіночої статі у місті припадало 97,7 чоловіків;  на 100 жінок у віці від 18 років та старших — 97,9 чоловіків також старших 18 років.
Середній дохід на одне домашнє господарство  становив 64 595 доларів США (медіана — 47 562), а середній дохід на одну сім'ю — 83 314 долари (медіана — 64 082). Медіана доходів становила 40 633 долари для чоловіків та 36 476 доларів для жінок. За межею бідності перебувало 13,1 % осіб, у тому числі 25,3 % дітей у віці до 18 років та 3,4 % осіб у віці 65 років та старших.
Цивільне працевлаштоване населення становило 6544 особи. Основні галузі зайнятості: мистецтво, розваги та відпочинок — 25,9 %, освіта, охорона здоров'я та соціальна допомога — 17,8 %, роздрібна торгівля — 15,1 %.